# 47 Ronin (filme)
47 Ronin (no Brasil, 47 Ronins e em Portugal, 47 Ronin - A Grande Batalha Samurai) é um filme norte-americano de fantasia e ação de 2013, baseado no relato ficcional dos quarenta e sete Ronin, um grupo real de samurais do Japão do século XVIII que vingam o assassinato de seu mestre. Sendo produzido pela Universal Studios, o filme é dirigido por Carl Erik Rinsch e estrelado por Keanu Reeves, Rinko Kikuchi, Tadanobu Asano, Hiroyuki Sanada e um conjunto de outros atores japoneses. As filmagens começaram em Budapeste, em março de 2011; mudou-se para o Shepperton Studios em Londres e foi concluído no Japão. A data de lançamento foi transferido de 21 de novembro de 2012 a 08 de fevereiro de 2013, e depois novamente para o dia de Natal do mesmo ano. Estreou no Brasil em 31 de janeiro de 2014 e em Portugal em 25 de  Dezembro de 2013.
O filme foi um fracasso de público e crítica, sendo considerada a maior "bomba de bilheteria" de 2013.

## Elenco
- Keanu Reeves como Kai,[9] mestiço meio japonês e meio britânico. O personagem foi criado para o filme.[10]
- Tadanobu Asano como Lord Kira, mestre do Shogun de cerimônias e um dos responsáveis pela morte de mestre dos Ronin.[9]
- Rinko Kikuchi como Mizuki, uma senhora que serve Lord Kira.[9]
- Hiroyuki Sanada como Kuranosuke Oishi, o líder dos Ronin.[9]
- Kou Shibasaki como Mika, a filha do mestre morto e interesse amoroso de Kai.[9]
- Cary-Hiroyuki Tagawa como o Shogun
- Jin Akanishi como Chikara Oishi, o filho de Kuranosuke.[11]
- Rick Genest como Savage.

## Produção
47 Ronin é dirigido por Carl Erik Rinsch baseado em um roteiro escrito por Chris Morgan e Hossein Amini. Enquanto o filme é baseado na história verídica da lenda dos 47 samurais, um take fantástico, sendo definido "em um mundo de bruxas e gigantes". O estúdio Universal Pictures anunciou o projeto em dezembro de 2008 com o ator Keanu Reeves ligado ao elenco. O Variety informou, "o filme vai contar uma versão estilizada da história, misturando elementos de fantasia do tipo vistos nas imagens de O Senhor dos Anéis, com cenas de batalha arenosas semelhantes as de filmes como Gladiador". Universal planejava produzir o filme em 2009, depois de encontrar um diretor, e em novembro do mesmo ano, o estúdio entrou em conversação com Rinsch para dirigir o filme. Para Rinsch, que filmou sinopses "visuais e elegantes" para as marcas, o filme é sua estréia no cinema.

## Lançamento
47 Ronin foi originalmente programado para ser lançado em 21 de novembro de 2012, em seguida mudou-se para 8 de fevereiro de 2013, sendo novamente adiado para 25 de dezembro de 2013.